# Ljubotyn
Ljubotyn (ukrainsk: Люботин, ukrainsk udtale: [lʲʊboˈtɪn]; russisk: Люботин, translit.Lyubotyn) er en by i Kharkiv rajon, Kharkiv oblast (provins) i det østlige Ukraine. Den er hjemsted for administrationen af Liubotyn urban hromada, en af hromadaerne i Ukraine.
Byen har en befolkning på omkring 20.376 (2021).

## Geografi
Ljubotyn ligger ved floden Ljubotynka (ukrainsk Люботинка), en biflod til Udy, 24 km vest for oblastcentret Kharkiv. I den nordlige del af byen berører hovedvejen M 03, der er en del af Europavej E40, byområdet. Ljubotyn har jernbanestation jernbanelinjen Borshchi-Kharkiv.

## Galleri
- Rådhus
- Beskæftigelsescenter
- Jernbanestation
- Overgang på stationen
- Ljubotyn jernbanedepot
- Liubotyn pond